# Peçanha (ort)
Peçanha är en ort i Brasilien.   Den ligger i kommunen Peçanha och delstaten Minas Gerais, i den sydöstra delen av landet, 600 km sydost om huvudstaden Brasília. Peçanha ligger 784 meter över havet och antalet invånare är 6 902.
Terrängen runt Peçanha är kuperad åt nordost, men åt sydväst är den platt. Terrängen runt Peçanha sluttar norrut. Runt Peçanha är det glesbefolkat, med 19 invånare per kvadratkilometer.. Det finns inga andra samhällen i närheten.
Omgivningarna runt Peçanha är huvudsakligen savann.